# Rejon Lejlek
Rejon Lejlek (kirg. Лейлек району; ros. Лейлекский район) – rejon w Kirgistanie w obwodzie batkeńskim. W 2009 roku liczył 116 861 mieszkańców (z czego 66,3% stanowili Kirgizi, 26,9% – Uzbecy, 6,6% – Tadżycy) i obejmował 21 622 gospodarstw domowych. Siedzibą administracyjną rejonu jest Isfana. W rejonie urodziła się piosenkarka Samara Karimowa.